# 生药学
生药学（Pharmacognosy）指以生药为主要研究对象，对生药的名称、来源（基原）、生产（栽培）、采制（采集、加工、炮制）、鉴定（真伪鉴别和品质评价）、化学成分、医疗用途、组织培养、资源开发与利用和新药创制等的学问。換句話說，生药学是利用本草学、植物学、动物学、化学、药理学、医学、分子生物学等知識研究天然药物应用的学科。

## 历史

### 西方
在十九世纪初叶以前，世界上的药物皆取自自然界的三大自然物——動物、植物與礦物。德国学者卡爾·馮·馬修斯提出了「生药学」的概念。他认为生药学是商品学的一部分，是研究从自然界所得到的药物的来源和品质，试验其纯度，检查其混杂物或伪品的学问。随着许多化合物被从植物中分离出纯品，药物的生理作用研究也逐渐深入，进入20世纪后，药物作用强度的生物测定方法也逐步成熟。1960年以后现代仪器分析技术迅速发展，并很快在生药鉴定中应用。

### 中國
生药学在中国起源于本草学，本草学得名于中国汉代某不知名作者假托上古神农氏之名所做的本草学专著《神农本草經》。《神农本草經》共录有药物365种是中国最早的生藥學著作；南北朝的梁医学家陶弘景总结整理了四卷本《神农本草》著三卷本《神农本草经》并著录《神农本草经集注》七卷，《集注》包括了各类药物700余种。公元659年苏敬等人著录《新修本草》20卷，并附图经7卷，药图25卷《新修本草》因其官方性质而成为世界上第一部药典，《新修本草》亦称《唐本草》是中国本草学发展的一个里程碑；中国明代著名的医学家和药学家李时珍著录中国本草学中最重要的一部专著《本草纲目》52卷，共录有药物1892种，《本草纲目》是中国本草学的集大成者，标志着中国本草学的发展走向顶峰。
近代生药学经由日本取經於德國，後經中國學者趙燏黃於1905年留學日本，回國時帶回「生藥學」一詞，並开啟了对中國傳統醫學對所使用的生药等的现代化研究。

## 生药学與中藥學的差異
生药学的研究範疇包含了對世界各國所使用傳統醫學的藥物及民間藥等所進行的研究，而中药学主要是中國政府為弘揚中國传统醫學理论所使用的藥物研究近代所提出的稱謂，如同世界衛生組織（WHO）對傳統醫學中的印度醫學及阿拉伯醫學所進行的生藥學研究一般，“中藥學”、“印藥學”、“阿藥學”基本上都屬於生藥學研究的分支。

## 研究與應用
為使療效確實與發現天然藥物對現代疾病的新應用，生藥學研究在今日顯得更為重要。且生藥學研究因涉及之範圍廣泛，而在研究時更有其一定程序與傳承：即首先要進行歷代諸家本草之本草考察 (包括名稱之考訂，歷代本草文獻中所傳承，每一生藥之性狀、藥效及產地之考察)，其次要進行者為市場品之收集(包括同名異物及市場品來自何地之產地調查)。接著進行生藥學研究以確定市場品之基原（植物性生藥、動物性生藥、必須確定其基原植物和基原動物，礦物性生藥要確定其成分及防範異物之摻入，如石膏中鉛之含量需在20PPM以下），並將市場品就其性狀、臭、味、顯微鏡下之化學反應及構造、粉末及內含物特徵予於繪圖加以記載，以制訂真偽品之鑑別規格，便於品質管制。提交生藥化學家研究其有效成分並決定其構造式，如此一面可提供生藥藥理學家進行具備生理活性成分之篩檢並朝新藥開發之路發展，另一面更可解明該生藥之全部療效及毒性。確定臨床及其他醫療用途並掌握優質生藥後，則可朝生產方向發展，或利用生物科技中組織培養之技術栽培，同時在GMP生產過程中重視重金屬與農藥殘留問題，另一面將優質生藥按照中外漢方成方典籍（如日本厚生省頒布之二百一十處方）之成方比例在講究溶劑及賦形劑之下製成各種生藥濃縮製劑或其他劑形（如小柴胡湯、葛根湯……）等以提供生藥應用之專家使用。
換言之，生藥學是研究一系列生藥的嚴謹科學。從神農本草經以降之歷代諸家本草中所收載的生藥若非有新增品，便有新療效的發明，這與美國生藥學家H.W.Youngken(1951)說過的名言"The Pharmacognosy is as old and modern as the civilization"意即「生藥學與文明同新舊」不謀而合。這名言足可解釋神農本草經(AD22~250)乃後漢時代文明的代表也是神農本草經時代的生藥學水準，而本草綱目也代表著明萬曆時代的生藥學水準；這也意味著「不分中外的藥學演進史都是生藥學的發展史」，各種族理論論述之天然藥物皆應稱為生藥，而生藥之應用乃與全人類文明之歷史同新舊。
當吾人通過古今中外本草典籍所記載之生藥及其應用並結合現代科學的研究成果時，便能使古老「方、證」與現代醫學「病」的觀點溝通，當融合「方、證、病」三者時即能從容應對新時代中新疾病的挑戰。　

## 生药鉴定
生药鉴定就是依据国家药典、有关资料规定或有关专著对生药作真实性、纯度及品质优良度的检定，以保证生药品种的真实性、用药的安全有效及发掘利用新药源。主要方法有原植物鉴定、性状特征、显微鉴别、理化鉴定等。

## 生药学家
- 趙燏黃
- 徐国钧
- 娄之岑